# Joseph Russillo
Joseph Russillo (Nova York, 1938) é um bailarino, coreógrafo e pedagogo americano.
Após os seus estudos na área da dança com Matt Mattox, Joseph dançou em várias companhias americanas antes de atravessar o Atlântico para trabalhar durante vários anos em Itália e depois França, onde funda a sua própria companhia.
Director do Centre chorégraphique national de Toulouse de 1984 a 1996, persegue hoje uma carreira de coreógrafo independente.
Em 1980, coreografou uma versão do balé A Sagração da Primavera, de Stravinsky, na qual a personagem "Jovem Eleita" foi protagonizada pela portuguesa Olga Roriz.